# فرودگاه سندنسیون
فرودگاه سندنسیون (به انگلیسی: Sandnessjøen Airport, Stokka) (به زبان بومی: Sandnessjøen Lufthavn, Stokka) یک فرودگاه همگانی با کد یاتا SSJ است که یک باند فرود آسفالت دارد و طول باند آن ۱۰۸۶ متر است. این فرودگاه در کشور نروژ قرار دارد و در ارتفاع ۱۷ متری از سطح دریا واقع شده است.